# آرپینه دالالیان
آرپینه دالالیان (ارمنی: Արփինե Դալալյան؛ ۱۸ فوریهٔ ۱۹۹۹) وزنه‌بردار زن اهل ارمنستان است که در مسابقات قهرمانی وزنه‌برداری اروپا در سال‌های ۲۰۱۷ و ۲۰۱۸ در دراج و زاموشچ در وزن ۹۰ کیلوگرم به ترتیب برنده مدال طلا و مدال نقره شد.

## نتایج مهم
| سال                                                  | مکان                         | وزن                          | یک ضرب (ک‌گ)                  | یک ضرب (ک‌گ)                  | یک ضرب (ک‌گ)                  | یک ضرب (ک‌گ)                  | یک ضرب (ک‌گ)                  | دوضرب (ک‌گ)                   | دوضرب (ک‌گ)                   | دوضرب (ک‌گ)                   | دوضرب (ک‌گ)                   | دوضرب (ک‌گ)                   | مجموع                        | رتبه                         |
| سال                                                  | مکان                         | وزن                          | ۱                            | ۲                            | ۳                            | نتیجه                        | رتبه                         | ۱                            | ۲                            | ۳                            | نتیجه                        | رتبه                         | مجموع                        | رتبه                         |
| مسابقات قهرمانی قهرمانی جهان                         | مسابقات قهرمانی قهرمانی جهان | مسابقات قهرمانی قهرمانی جهان | مسابقات قهرمانی قهرمانی جهان | مسابقات قهرمانی قهرمانی جهان | مسابقات قهرمانی قهرمانی جهان | مسابقات قهرمانی قهرمانی جهان | مسابقات قهرمانی قهرمانی جهان | مسابقات قهرمانی قهرمانی جهان | مسابقات قهرمانی قهرمانی جهان | مسابقات قهرمانی قهرمانی جهان | مسابقات قهرمانی قهرمانی جهان | مسابقات قهرمانی قهرمانی جهان | مسابقات قهرمانی قهرمانی جهان | مسابقات قهرمانی قهرمانی جهان |
| ---------------------------------------------------- | ---------------------------- | ---------------------------- | ---------------------------- | ---------------------------- | ---------------------------- | ---------------------------- | ---------------------------- | ---------------------------- | ---------------------------- | ---------------------------- | ---------------------------- | ---------------------------- | ---------------------------- | ---------------------------- |
| ۲۰۱۸                                                 | عشق‌آباد، ترکمنستان           | ک‌گ                           | ۹۴                           | ۹۷                           | ۱۰۱                          | ۱۰۱                          | ۲۱                           | ۱۳۰                          | ۱۳۸                          | ۱۴۱                          | ۱۳۸                          | ۱۷                           | ۲۳۹                          | ۱۸                           |
| مسابقات قهرمانی وزنه‌برداری اروپا                     |                              |                              |                              |                              |                              |                              |                              |                              |                              |                              |                              |                              |                              |                              |
| ۲۰۲۱                                                 | مسکو، روسیه                  | +87 ک‌گ                       | ۹۵                           | ۹۵                           | ۹۵                           | ۹۵                           | ۶                            | ۱۲۶                          | -                            | -                            | ۱۲۶                          | ۴                            | ۲۲۱                          | ۴                            |
| ۲۰۱۹                                                 | باتومی، گرجستان              | +۸۷ ک‌گ                       | ۱۰۰                          | ۱۰۵                          | ۱۰۹                          | ۱۰۵                          | ۴                            | ۱۳۵                          | ۱۴۱                          | ۱۴۱                          | ۱۳۵                          | ۴                            | ۲۴۰                          | ۴                            |
| ۲۰۱۶                                                 | فورده، نروژ                  | ک‌گ                           | ۸۸                           | ۹۳                           | ۹۶                           | ۹۳                           | ۶                            | ۱۲۰                          | ۱۲۰                          | ۱۳۰                          | ۱۲۰                          | ۷                            | '                            | ۶                            |
| مسابقات قهرمانی وزنه‌برداری جوانان جهان               |                              |                              |                              |                              |                              |                              |                              |                              |                              |                              |                              |                              |                              |                              |
| ۲۰۱۹                                                 | سووا، فیجی                   | ۸۷ ک‌گ                        | ۱۰۱                          | ۱۰۱                          | ۱۰۵                          | ۱۰۱                          | ۴                            | ۱۳۵                          | ۱۴۰                          | ۱۴۵                          | ۱۴۰                          | ۳                            | ۲۴۱                          | ۴                            |
| ۲۰۱۷                                                 | توکیو، ژاپن                  | ک‌گ                           | ۹۳                           | ۹۷                           | ۱۰۰                          | ۱۰۰                          | ۶                            | ۱۲۳                          | ۱۳۰                          | ۱۳۴                          | ۱۳۴                          | ۵                            | ۲۳۴                          | ۴                            |
| ۲۰۱۶                                                 | تفلیس، گرجستان               | ک‌گ                           |                              |                              |                              | '                            | -                            |                              |                              |                              | '                            | -                            | '                            |                              |
| مسابقات قهرمانی وزنه‌برداری جوانان و زیر ۲۳ سال اروپا |                              |                              |                              |                              |                              |                              |                              |                              |                              |                              |                              |                              |                              |                              |
| ۲۰۱۹ j                                               | بخارست، رومانی               | ک‌گ                           | ۹۷                           | ۱۰۰                          | ۱۰۵                          | ۱۰۰                          | ۱                            | ۱۲۹                          | ۱۳۴                          | انصراف                       | ۱۳۴                          | ۱                            | ۲۳۴                          | [ ۳ ]                        |
| ۲۰۱۸ j                                               | زاموشچ، لهستان               | + ۹۰ ک‌گ                      | ۹۵                           | ۱۰۰                          | ۱۰۲                          | ۹۵                           | ۵                            | ۱۳۲                          | ۱۳۷                          | ۱۴۵                          | ۱۳۷                          | ۱                            | ۲۳۲                          | [ ۴ ]                        |
| ۲۰۱۷j                                                | دراج، آلبانی                 | ۹۰+ ک‌گ                       | ۹۰                           | ۹۵                           | ۹۷                           | ۹۷                           | ۱                            | ۱۲۰                          | ۱۲۵                          | ۱۳۱                          | ۱۳۱                          | ۱                            | ۲۲۸                          | [ ۵ ]                        |
| ۲۰۱۶                                                 | ایلات، اسرائیل               | ک‌گ                           | ۸۶                           | ۹۱                           | ۹۱                           | ۹۱                           | ۵                            | ۱۲۱                          | ۱۲۷                          | ۱۲۹                          | ۱۲۷                          | ۴                            | ۲۱۸                          | ۴                            |
| مسابقات قهرمانی وزنه‌برداری نوجوانان جهان             |                              |                              |                              |                              |                              |                              |                              |                              |                              |                              |                              |                              |                              |                              |
| ۲۰۱۶                                                 | پنانگ، مالزی                 | ک‌گ                           | ۸۷                           | ۹۱                           | ۹۳                           | ۹۳                           | ۱                            | ۱۲۰                          | ۱۲۷                          | انصراف                       | ۱۲۷                          | ۳                            | ۲۲۰                          | 3                            |
| مسابقات قهرمانی وزنه‌برداری نوجوانان اروپا            |                              |                              |                              |                              |                              |                              |                              |                              |                              |                              |                              |                              |                              |                              |
| ۲۰۱۶                                                 | نووی تومیشل، لهستان          | ک‌گ                           | ۸۵                           | ۸۹                           | ۹۱                           | ۸۹                           | ۴                            | ۱۱۵                          | ۱۲۰                          | ۱۲۴                          | ۱۲۴                          | ۱                            | ۲۱۳                          | [ ۶ ] [ ۷ ] [ ۸ ]            |
| ۲۰۱۵ (U-17)                                          | لاندسکرونا، سوئد             | ک‌گ                           | ۷۹                           | ۸۴                           | ۸۴                           | ۸۴                           | ۵                            | ۱۰۹                          | ۱۱۴                          | ۱۱۹                          | ۱۱۹                          | ۳                            | ۲۰۳                          | [ ۹ ] [ ۱۰ ] [ ۱۱ ]          |
| ۲۰۱۴                                                 | تسیخانوو، لهستان             | ک‌گ                           | ۶۹                           | ۷۳                           | ۷۶                           | ۷۶                           | ۶                            | ۱۰۱                          | ۱۰۶                          | ۱۰۶                          | ۱۰۱                          | ۶                            | ۱۷۷                          | ۶                            |
| ۲۰۱۳ (U-15)                                          | کلایپدا، لیتوانی             | ک‌گ                           | ۶۷                           | ۷۱                           | ۷۴                           | ۷۱                           | ۶                            | ۸۸                           | ۹۲                           | ۹۴                           | ۹۲                           | ۵                            | ۱۶۳                          | ۶                            |